# Expedición 71
La Expedición 71 es la 71.ª y anterior misión de larga duración a la Estación Espacial Internacional. La misión comenzó oficialmente el 6 de abril de 2024, con la partida de la Soyuz MS-24 formada en principio por 7 miembros permanentes de las tripulaciones de la SpaceX Crew-8 y las naves Soyuz MS-24 y Soyuz MS-25.
Posteriormente la tripulación paso a ser de 9 miembros durante unos 120 días debido al fallo de la nave Starliner de Boeing